# Claudinho (cantor)
Cláudio Rodrigues de Mattos, mais conhecido como Claudinho (São Gonçalo, 14 de novembro de 1975 – Seropédica, 13 de julho de 2002), foi um cantor e compositor brasileiro, integrante da dupla Claudinho & Buchecha ao lado do amigo Claucirlei de Sousa, de nome artístico Buchecha.
A dupla que formou com o amigo Buchecha, Claudinho & Buchecha, obteve êxito na indústria fonográfica brasileira durante a segunda metade da década de 1990 e início da década seguinte. Lançaram cinco discos de estúdio e um ao vivo, dos quais quatro foram condecorados, sendo três discos de platina tripla e um de ouro.
O "Rap do Salgueiro", canção que os amigos cantaram no segundo festival em que se apresentaram juntos, tornou-se frequente nas rádios e as subsequentes faixas, como "Só Love", "Conquista" e "Nosso Sonho" consagraram-lhes, rendendo turnês internacionais.
Em julho de 2002, Claudinho & Buchecha se apresentavam na turnê de lançamento do quinto álbum de estúdio por eles lançado, Vamos Dançar. Quando retornava de uma apresentação em seu próprio carro, que era dirigido pelo secretário da dupla, Claudinho foi vítima de um acidente automobilístico no município de Seropédica, Rio de Janeiro, e faleceu aos vinte e seis anos.

## Primeiros anos
Cláudio Rodrigues de Mattos nasceu em São Gonçalo, Rio de Janeiro, em 14 de novembro de 1975. De origem humilde, deixou os estudos ainda no final do ensino fundamental para trabalhar e ajudar sua família. Trabalhou então como peão de obra, office boy e vendedor ambulante. Durante a infância, conheceu Claucircei de Sousa, que mais tarde seria conhecido como Buchecha.

## Carreira

### 1992–95: "Rap da Bandeira Branca" e "Rap do Salgueiro"
Em 1992, convenceu o amigo de infância Buchecha a formar uma dupla. Participaram, então, de um concurso o qual venceram com a música "Rap da Bandeira Branca". Três anos depois, participaram de outro concurso e mais uma vez saíram vencedores, com a canção "Rap do Salgueiro", que passou a tocar frequentemente nas rádios.

### 1995–97:Claudinho & BuchechaeA Forma
Com o reconhecimento, assinaram um contrato com a gravadora Universal Music. O álbum de estreia Claudinho & Buchecha, de 1996, vendeu mais de 1 milhão de cópias. Em 1997, veio o segundo álbum A Forma, que vendeu 1,2 milhão de cópias. Ainda em 1997, a dupla ganhou o prêmio de Artista Revelação, no VMB, da MTV Brasil.

### 1998–2002:Só Love,Ao Vivo,DestinoeVamos Dançar
Em 1998, veio Só Love, que chegou às lojas com uma tiragem de 750 mil cópias, tendo vendido mais de 1 milhão. Em 1999, a dupla deu um tempo dos estúdios e subiu ao palco do Canecão no Rio de Janeiro para gravar seu primeiro álbum Ao Vivo. Porém em 2000, a dupla ficou três meses aprimorando aspectos técnicos e vocais para a gravação do álbum Destino. Em 2002, veio o sexto disco da dupla, Vamos Dançar, que teve sua turnê encurtada pela morte do cantor em julho.

## Vida pessoal
Claudinho foi casado com Vanessa Alves, com quem teve uma filha, Andressa Mattos. O cantor comprou uma casa para sua mãe, onde hoje mora sua viúva e a filha.

## Morte
Em julho de 2002, Claudinho & Buchecha, que estavam em turnê para o lançamento do quinto álbum de estúdio da dupla, Vamos Dançar, se apresentaram no Clube Comercial de Lorena em Lorena, São Paulo. Claudinho não queria realizar a apresentação, mas foi convencido por Buchecha, que afirmou que não compareceria ao evento sozinho. Após terminarem de se apresentar, Claudinho decidiu não voltar com a equipe na van como de costume. Ao invés disso, voltou em seu próprio carro com o secretário Ivan Crespo Manzieri. Manzieri dirigia um Volkswagen Golf "de forma imprudente", conforme a denúncia apresentada pelo Ministério Público. Às 6h40 da manhã (hora local), na altura do quilômetro 202, na cidade de Seropédica, Ivan perdeu o controle do veículo, atingindo o meio-fio e uma árvore logo em seguida. Claudinho morreu instantaneamente, preso às ferragens do veículo, enquanto o condutor teve ferimentos mas foi socorrido e sobreviveu.

### Processo contra a concessionária
No dia 30 de abril de 2011, a Justiça de São Paulo condenou a concessionária Nova Dutra a indenizar a viúva do cantor em razão do acidente que culminou em sua morte. O juiz Daniel Toscano, da 6ª Vara Cívil de São José dos Campos, no Vale do Paraíba, interior de São Paulo, estipulou uma indenização de R$ 13 460,39 pelos danos causados ao veículo, uma pensão mensal de R$ 2 051,23 até a autora completar 70 anos e R$ 500 mil pelo dano moral sofrido. "Se somos obrigados a pagar pedágios semelhantes aos cobrados em países desenvolvidos, que sejamos contemplados, em contrapartida, com rodovias de países desenvolvidos. Consignando ainda que a ré administra a rodovia há mais de uma década, tendo tempo suficiente para erigir as obras protetivas”, disse o juiz, na decisão.

## Discografia

### Com Buchecha
- Claudinho & Buchecha (1996)
- A Forma (1997)
- Só Love (1998)
- Claudinho e Buchecha - Ao Vivo (1999)
- Destino (2000)
- Vamos Dançar (2002)

## Composições
- "Barco da Paz" (com Buchecha)
- "Carrossel de Emoções" (com Buchecha)
- "Chuva Forte" (com Buchecha)
- "Desilusão" (com Buchecha)
- "Deusa Negra" (com Branca)
- "Diretriz" (com Buchecha)
- "Fuzuê" (com Buchecha)
- "Meu Compromisso" (com Buchecha)
- "Minha Tara" (com Buchecha)
- "Nosso Sonho" (com Buchecha)
- "Rap do Salgueiro" (com Buchecha)
- "Temperamental" (com Buchecha)
- "Tenha Dó" (com Buchecha)